# Aérodrome de Pucón
L'aérodrome de Pucón (espagnol : Aerodromo Pucón) (code IATA : ZPC • code OACI : SCPC) est un aéroport situé à 5 km à l'est de Pucón, une ville dans la région de l'Araucanie, au Chili. L'aérodrome exploite des vols saisonniers vers Santiago du Chili.

## Situation

### Carte des aéroports du Chili
| \| 100 km1:8 652 000 \| Porvenir El Salvador La Serena Mocopulli Valdivia Pucón Puerto Montt Puerto Williams Antofagasta Arica El Loa Iquique Osorno Balmaceda Araucanie Désert de l'Atacama Santiago Concepcion Île de Pâques Punta Arenas |
| 100 km1:8 652 000 |